# Fronte del palco (tour)
Fronte del palco è un tour di Vasco Rossi, svoltosi nel 1990 e nel 1991.

## Date
| Data              | Città                     | Stato       | Luogo                     | Note                                                   |
| ----------------- | ------------------------- | ----------- | ------------------------- | ------------------------------------------------------ |
| Prima parte       |                           |             |                           |                                                        |
| 6 luglio 1990     | Locarno                   | Svizzera    | Palazzetto Fevi           |                                                        |
| 10 luglio 1990    | Milano                    | Italia      | Stadio San Siro           |                                                        |
| 14 luglio 1990    | Roma                      | Italia      | Stadio Flaminio           |                                                        |
| Seconda parte     |                           |             |                           |                                                        |
| 12 aprile 1991    | Toronto                   | Canada      | Roy Thomson Hall          | Annullato                                              |
| 14 aprile 1991    | Toronto                   | Canada      | Roy Thomson Hall          |                                                        |
| 20 aprile 1991    | Wolfsburg                 | Germania    | CongressPark              |                                                        |
| 21 aprile 1991    | Mannheim                  | Germania    | Rosengarten Musensaal     |                                                        |
| 24 aprile 1991    | Ludwigsburg               | Germania    | Forum                     |                                                        |
| 25 aprile 1991    | Monaco di Baviera         | Germania    | Theaterfabrik             |                                                        |
| 28 aprile 1991    | Graz                      | Austria     |                           | Annullato                                              |
| 29 aprile 1991    | Innsbruck                 | Austria     | Treibhaus                 | Annullato                                              |
| 2 maggio 1991     | Vienna                    | Austria     | Kurhalle Oberlaa          | Annullato                                              |
| 3 maggio 1991     | Zurigo                    | Svizzera    | Volkshaus                 | Annullato                                              |
| 4 maggio 1991     | Colonia                   | Germania    | E-Werk                    |                                                        |
| 10 maggio 1991    | Losanna                   | Svizzera    | Patinoire de Malley       |                                                        |
| 11 maggio 1991    | Bienne                    | Svizzera    | Patinoire Eishalle        |                                                        |
| 12 maggio 1991    | Frauenfeld                | Svizzera    | Festhütte                 |                                                        |
| 15 maggio 1991    | Nizza                     | Francia     | Théâtre de Verdure        |                                                        |
| 17 maggio 1991    | Parigi                    | Francia     | La Cigale                 |                                                        |
| 19 maggio 1991    | Bruxelles                 | Belgio      | Ancienne Belgique         |                                                        |
| 21 maggio 1991    | Utrecht                   | Paesi Bassi | Muziekcentrum Vredenburg  |                                                        |
| 24 maggio 1991    | Londra                    | Regno Unito | Town and Country Club     | Annullato                                              |
| 8 giugno 1991     | Torino                    | Italia      | Stadio delle Alpi         |                                                        |
| 11 giugno 1991    | Firenze                   | Italia      | Stadio del Baseball       |                                                        |
| 14 giugno 1991    | Cava de' Tirreni          | Italia      | Stadio Simonetta Lamberti |                                                        |
| 18 giugno 1991    | Cagliari                  | Italia      | Stadio Sant'Elia          |                                                        |
| 22 giugno 1991    | Messina                   | Italia      | Teatro in Fiera           | Annullato                                              |
| 22 giugno 1991    | Udine                     | Italia      | Stadio Friuli             | Concerto inizialmente previsto in data 26 giugno 1991. |
| 25 giugno 1991    | Firenze                   | Italia      | Stadio del Baseball       | Annullato                                              |
| 27 giugno 1991    | Roskilde                  | Danimarca   | Roskilde Festival         | Annullato                                              |
| 29 giugno 1991    | Norimberga                | Germania    | Rock am Ring Festival     | Annullato                                              |
| 29 settembre 1991 | San Martino Valle Caudina | Italia      | Stadio Comunale           |                                                        |
| Terza parte       |                           |             |                           |                                                        |
| 14 novembre 1991  | Berlino                   | Germania    | Metropol                  |                                                        |
| 15 novembre 1991  | Colonia                   | Germania    | E-Werk                    |                                                        |
| 18 novembre 1991  | Amburgo                   | Germania    | Große Freiheit            |                                                        |
| 21 novembre 1991  | Bonn                      | Germania    | Biskuithalle              | Annullato                                              |
| 21 novembre 1991  | Ludwigsburg               | Germania    | Forum                     |                                                        |
| 23 novembre 1991  | Monaco                    | Germania    | Metropolis                |                                                        |
| 24 novembre 1991  | Francoforte sul Meno      | Germania    | Music Hall                |                                                        |

## Scaletta

### 1990
1. ...Muoviti!
2. Blasco Rossi
3. C'è chi dice no
4. Dillo alla luna
5. Tango (della gelosia)
6. Deviazioni
7. Ogni volta
8. Ridere di te
9. Va bene, va bene così
10. Lunedì
11. Cover
12. Vivere una favola
13. Vita spericolata
14. Liberi liberi
15. Stasera
16. Vivere senza te
17. Domenica lunatica
18. Guarda dove vai
19. Colpa d'Alfredo
20. Una canzone per te
21. Brava
22. Dormi dormi
23. Portatemi Dio
24. Bollicine
25. Siamo solo noi
26. Canzone
27. Albachiara

### 1991
1. Muoviti
2. Blasco Rossi
3. C’è chi dice no
4. Dillo alla luna
5. Tango (della gelosia)
6. Deviazioni
7. Ridere di te
8. Ciao
9. Lunedì
10. Vivere una favola
11. Vita spericolata
12. Liberi liberi
13. Vivere senza te
14. Domenica lunatica
15. Guarda dove vai
16. Jenny è pazza
17. Silvia
18. Sensazioni forti
19. Asilo
20. Brava Giulia
21. Portatemi Dio
22. Bollicine
23. Siamo solo noi
24. Canzone
25. Albachiara

## Formazione

### 1990
- Vasco Rossi - voce
- Andrea Braido - chitarra solista
- Davide Devoti - chitarra ritmica
- Paul Martinez - basso
- Alberto Rocchetti - tastiere
- Daniele Tedeschi - batteria
- Andrea Innesto - sassofono

### 1991
- Vasco Rossi - voce
- Maurizio Solieri - chitarra solista
- Davide Devoti - chitarra ritmica
- Lorenzo Poli - basso
- Daniele Tedeschi - batteria
- Andrea Innesto - sassofono